# Ernst Günther van Sleeswijk-Holstein-Augustenburg
Ernst Günther van Sleeswijk-Holstein-Sonderburg-Augustenburg (Ulenburg, 14 oktober 1609 - Augustenburg, 18 januari 1689) was van 1627 tot aan zijn dood hertog van Sleeswijk-Holstein-Sonderburg-Augustenburg. Hij behoorde tot het huis Sleeswijk-Holstein-Sonderburg-Augustenburg. 

## Levensloop
Ernst Günther was de derde zoon van hertog Alexander van Sleeswijk-Holstein-Sonderburg en diens echtgenote Dorothea, dochter van graaf Johan Günther I van Schwarzburg-Sondershausen.
Na het overlijden van zijn vader in 1627 werd het hertogdom Sleeswijk-Holstein-Sonderburg verdeeld tussen Ernst Günther en drie van zijn broers. Hierbij kreeg hij het hertogdom Sleeswijk-Holstein-Sonderburg-Augustenburg. Toen zijn hertogdom in 1667 bankroet ging, kwam Sleeswijk-Holstein-Sonderburg-Augustenburg in Deens koninklijk bezit. 
In 1660 liet Ernst Günther het Slot van Augustenburg bouwen, dat hij naar zijn echtgenote Augusta noemde. Dit paleis werd de residentie van de hertogen van Sleeswijk-Holstein-Sonderburg-Augustenburg, die vanaf het bankroet van het hertogdom in 1667 enkel nog titulair hertog waren. Op 12 juni 1675 werd hij door koning Christiaan V van Denemarken benoemd tot ridder in de Orde van de Olifant.
Ernst Günther stierf in januari 1689 op 79-jarige leeftijd. 

## Huwelijk en nakomelingen
Op 15 juni 1651 huwde Ernst Günther in Kopenhagen met Augusta (1633-1701), dochter van graaf Filips van Sleeswijk-Holstein-Sonderburg-Glücksburg. Ze kregen tien kinderen:
- Frederik (1652-1692), hertog van Sleeswijk-Holstein-Sonderburg-Augustenburg
- Sophia Amalia (1654-1655)
- Filips Ernst (1655-1677)
- Sophia Augusta (1657-1657)
- Louise Charlotte (1658-1740), huwde in 1685 met hertog Frederik Lodewijk van Sleeswijk-Holstein-Sonderburg-Beck
- Ernestina Justina (1659-1662)
- Ernst August (1660-1731), hertog van Sleeswijk-Holstein-Sonderburg-Augustenburg
- Dorothea Louise (1663-1721), abdis van het klooster van Itzehoe
- een doodgeboren kind (1665)
- Frederik Willem (1668-1714)